# Evil Geniuses
Evil Geniuses — північноамериканська кіберспортивна організація, створена у 1999 році. Один з найстаріших кіберспортивних клубів світу, який має підрозділи в дисциплінах Dota 2, League of Legends, CS:GO, Valorant, файтингових іграх та інших. Серед найбільших досягнень клубу — перемоги на чемпіонаті світу по Dota 2 The International (2015), чемпіонаті світу по Call of Duty (2018).

## Історія
Колектив Evil Geniuses з'явився 1999 року в канадському місті Вікторія, де брав участь у змаганнях по Quake. Згодом під тегом Evil Geniuses (EG) почали виступати команди з інших дисциплін, зокрема Counter-Strike та World of Warcraft. 2007 року команда з WoW посіла третє місце на турнірі BlizzCon, а через три роки виграла турнір серії Intel Extreme Masters. Також представники клубу відзначались перемогами в StarCraft та файтингових дисциплінах.
Команда Evil Geniuses по Counter-Strike існувала з початку 2000 років. Найбільшого успіху досягнув склад, який до цього представляв Complexity Gaming, який наприкінці 2009 року виграв американський турнір Intel Extreme Masters Season IV. 2012 року колектив розпався, але наприкінці 2010-х був створений знов, і отримав декілька перемог в турнірах ESL One.
У 2008 році було засновано команду з Dota 2. Після декількох змін у складі, ростер 2014 року досяг найбільшого успіху на The International 2015, вигравши найбільший на той час приз в історії кіберспорту — понад 6 млн доларів США. Команда з Dota 2 також спромоглась стати третьою на TI6 та TI9, а загальний розмір їхніх призових перевищує 20 млн доларів.
Починаючи з 2010 років Evil Geniuses перетворились на успішний бізнес-проєкт. Організація підписала контракти з низкою спонсорів, та стала частиною агенції GoodGame, яка також володіла європейським кіберспортивним клубом Alliance. У 2014 році обидва колективи було куплено платформою Twitch, але за два роки володіння EG повернулось до гравців. 2019 року Evil Geniuses придбала інвестиційна компанія Peak6.